# Сызгарин дзуар
 Сыгзари́н дзуа́р (осет. Сыгъзæрин дзуар — буквально «Золотой Святой») — в осетинской мифологии божество, являющееся покровителем Сбийского ущелья в Южной Осетии.

## Мифология
От благосклонности Сызгарин дзуара зависели урожай и благополучие жителей Сбийского ущелья. Чтобы умилостивить Сызгарин дзуара, ему устраивался ежегодный праздник в середине августа. Во время этого праздники старейшины селений поднимались к святилищу Сызгарина дзуара, которое находилось на горе возле селения Сба. Старейшины просили Сызгарин дзуара о благополучном завершении жатвы.
В отличие от других осетинских божеств Сызгарин дзуар не требовал жертвоприношений. Старейшины приносили Сызгарин дзуару металлические фигурки, которые местный кузнец выковывал специально для умилостивления этого дзуара.

## Источник
- А. Б. Дзадзиев и др. Этнография и мифология осетин, Владикавказ, 1994 г., стр. 129—130, ISBN 5-7534-0537-1